# Kozulka, Jovkva
Kozulka (în ucraineană Козулька) este un sat în comuna Krehiv din raionul Jovkva, regiunea Liov, Ucraina.

## Demografie
Componența lingvistică a localității Kozulka
     Ucraineană (98,48%)
     Alte limbi (1,02%)
Conform recensământului din 2001, majoritatea populației localității Kozulka era vorbitoare de ucraineană (98,48%), existând în minoritate și vorbitori de alte limbi.